# FK Kozara Gradiška
Der Fudbalski Klub Kozara Gradiška ist ein bosnischer Fußballverein aus Bosanska Gradiška. Der Verein spielt zurzeit in der zweithöchsten Klasse des Landes, der Prva Liga RS.

## Allgemeines
Der Verein wurde gleich nach dem Zweiten Weltkrieg im Jahr 1945 gegründet. Der größte Erfolg des Vereins war der Aufstieg 2002 und 2011 in die höchste Spielklasse Bosnien und Herzegowinas, die Premijer Liga. Jedoch stieg man jeweils direkt wieder in die zweite Liga ab. Das Logo besteht aus einem kyrillischen Schriftzug mit dem Namen des Vereins und einem roten Logo, das im Inneren das Gründungsjahr und rot-weiße Streifen beinhaltet.

## Erfolge
- Aufstieg in die Premijer Liga: 2002, 2011